# Plac Tobrucki w Szczecinie
Plac Tobrucki (do 1945 niem. Marktplatz) – skwer w Szczecinie pomiędzy ul. Dworcową, św. Ducha a Nową. Na placu znajduje się Pomnik z Kotwicą, na którym przed wojną stała rzeźba Sediny i Czerwony Ratusz oraz dworzec PKS (Plac Grodnicki) Od placu odchodzą: ul. Nowa, ul. Dworcowa, ul. Świętopełka, ul. Rybacka i ul. Owocowa i Św. Ducha.

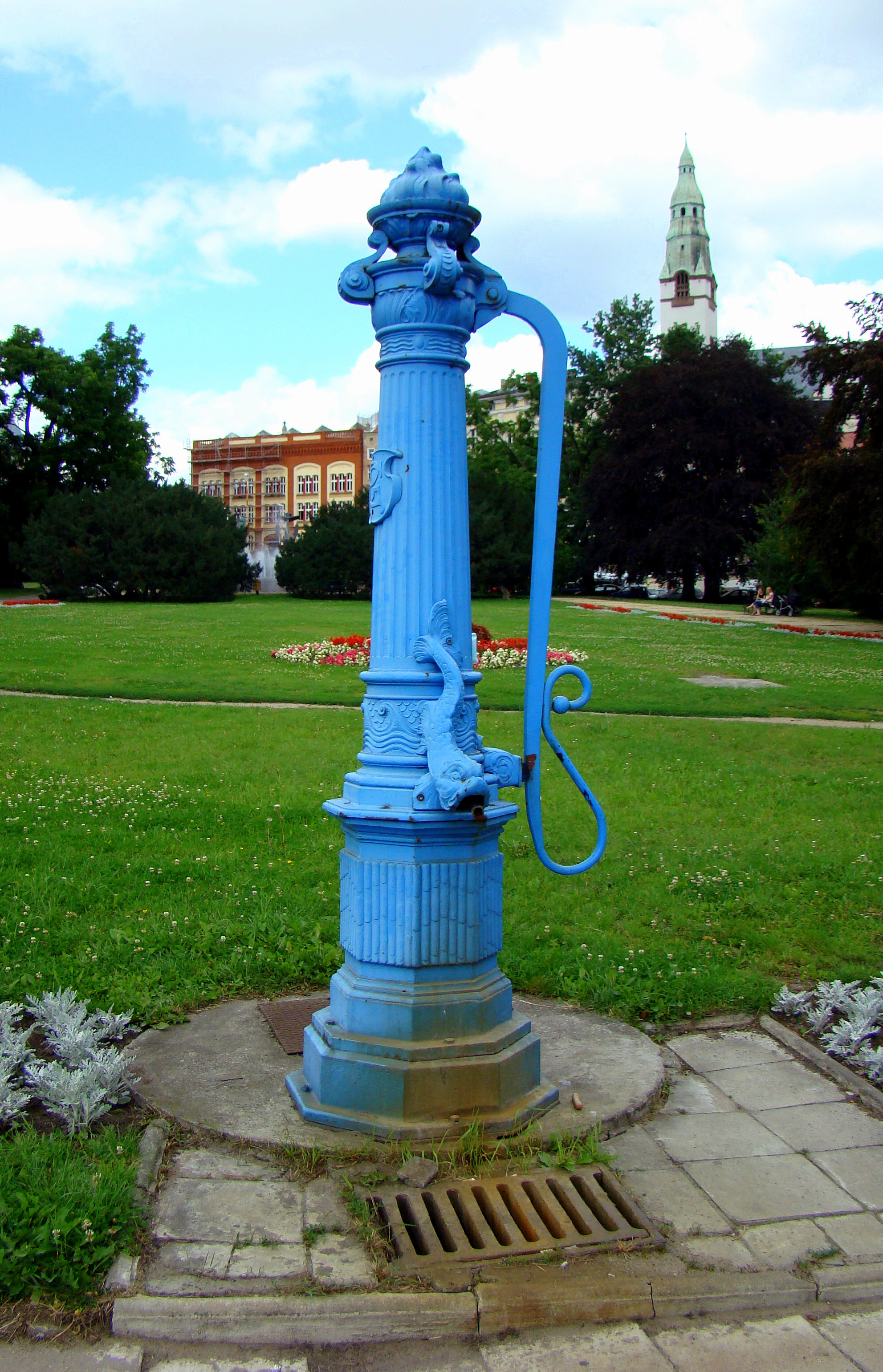
Pompa z XIX wieku na placu.

Przez plac prowadzi linia tramwajowa 3. Na placu znajduje się też jedna ze szczecińskich XIX-wiecznych pomp.